# 茶山莉子
茶山 莉子（さやま りこ、1975年2月28日 - ）は、日本の女性声優。東京都出身。

## 人物
東京都立竹台高等学校卒業。
以前は東京俳優生活協同組合、TABプロダクション、劇工房燐、トーゴープロダクション、ケッケコーポレーションに所属していた。
趣味はゴスペル、写真を撮る、アロマテラピー。特技は赤ちゃんを泣き止ますこと、器械体操、エレクトーン。

### 交通事故
2004年1月15日に横断歩道を歩行中、突っ込んできた乗用車にはねられて入院。診断によれば、肋骨・肩甲骨・鎖骨・腰椎などを骨折する重傷を負った他、肺気胸・肺挫傷なども併発し、事故後1週間は記憶も曖昧になる状態であった。これにより、当時制作中だった『こみっくパーティーRevolution』第2話は降板（佐久間紅美が代役を務めた）。また、当時所属していた劇工房燐での舞台などもすべて休業せざるを得なくなった。
その後、度重なる手術とリハビリテーションを続け、自宅療養を経て回復。杖を突きながら、劇工房燐の公演受付などの仕事も徐々にこなせるようになり、『こみっくパーティーRevolution』第3話からはアフレコにも復帰。やがて、再び自分の足だけで歩けるまでに回復した2005年末には、劇工房燐の舞台『紙屋悦子の青春』で主演した。その後、劇工房燐の解散を経て、ケッケコーポレーションに所属していた時期には声優として活動していた。

## 出演
太字はメインキャラクター。

### テレビアニメ
- 下級生（エルフ版）（1999年、結城瑞穂[2]）
- こみっくパーティー（2001年 - 2005年、高瀬瑞希[2][4]） - 2シリーズ
- ラブゲッCHU 〜ミラクル声優白書〜（2006年、丸石プロデューサー）
- 図書館戦争（2008年、手塚〈母〉）
- 魔人探偵脳噛ネウロ（2008年、キャスター）

### OVA
- レスキューQ太のかつやく!（ゴリ[2]）
- Pia♥キャロットへようこそ!!2（緑早苗[2]）
- エルフ版 下級生 あなただけを見つめて…（1998年、結城瑞穂[2]）
- こみっくパーティーRevolution（2003年、高瀬瑞希[2][5]）

### ゲーム
- あすか120% シリーズ（本田飛鳥[2]）
- 下級生（1997年、結城瑞穂[2]）
- 初恋ばれんたいん（1997年、伊達桜）
- パンツァーバンディット（1997年、コウ[2]）
- ファンタスティックフォーチュン（1998年、ディアーナ・エル・サークリッド[2]）
- 放課後恋愛クラブ -恋のエチュード-（1998年、新堂和美） - SS版
- こみっくパーティー（2001年、高瀬瑞希[2]）
- 女教師個人授業（2006年、安藤優華）
- アガレスト戦記（2007年 - 2013年、シルヴィ） - 2作品
- AQUAPAZZA（2011年、高瀬瑞希）

### BLCD
- ショコラティエの恋愛条件（葉平の姉）

### 吹き替え
- アバター[2]
- ドクター・ハウス[2]
- ラストインムービー[2]

### TVCM
- TOYOTA「クーポンポンキャンペーン」トヨタレディー
- スターチャンネル「ホミサイド殺人捜査課」（ナレーション）

### ラジオ
- 莉子と亜美のミラクル☆KISS

### CM
- 電撃姫（ナレーション）
- 富士見パノラマスキー場（ナレーション）
- フェロモンスマイル

### 舞台
- 紙屋悦子の青春（紙屋悦子[2]）
- 楽屋[2]
- 頭ならびに腹[2]
- 海と日傘[2]
- 悲喜こもごも[2]
- 明日は船に乗って[2]
- 陽炎家[2]
- 小さな家と五人の紳士[2]
- トラブル2002[2]
- 四人兄弟[2]

## ディスコグラフィ

### 企画CD
| 発売日  | 商品名                                     | 歌 | 楽曲                          | 備考                                                           |
| 1997年  | 1997年                                     | 1997年 | 1997年                        | 1997年                                                         |
| ------- | ------------------------------------------ | --- | ----------------------------- | -------------------------------------------------------------- |
| 9月26日 | エルフ版下級生ミニアルバム 好きといえたら… | Pure（安達まり、茶山莉子）                                                                                                 | 「MAPS」                      |                                                                |
| 9月26日 | エルフ版下級生ミニアルバム 好きといえたら… | 茶山莉子 | 「“好き”といえたら…」         | OVA『エルフ版 下級生 あなただけを見つめて…』エンディングテーマ |
| 1998年  |                                            | |                               |                                                                |
| 1月21日 | Voice Bloom! 宇宙に届く野望編              | Voice Bloom!（中川亜紀子・長沢美樹・佐々木庸子・安達まり・茶山莉子・川上とも子・木村亜希子・小谷伸子・小泉理奈・山口克子） | 「強気の女」 「太陽だいすき」 |                                                                |
| 1月21日 | Voice Bloom! 宇宙に届く野望編              | 茶山莉子、安達まり | 「向日葵」                    |                                                                |
| 1月23日 | エルフ版 下級生〜Melody〜                  | 茶山莉子 | 「羽のない天使（Angel）」     | OVA『エルフ版 下級生 あなただけを見つめて…』エンディングテーマ |
| 1月23日 | エルフ版 下級生〜Melody〜                  | Pure（安達まり、茶山莉子）                                                                                                 | 「Get Into Revolution!」      | OVA『下級生』関連曲                                            |
| 2000年  |                                            | |                               |                                                                |
| 7月21日 | エルフ アニメーションソング・ファイル      | Pure'（安達まり、茶山莉子、柳原みわ）                                                                                      | 「ルーレット・キャンドル」    | テレビアニメ『下級生』第13話エンディングテーマ                 |

### 収録CD不明
- ゲーム『ファンタスティックフォーチュン』
  - オープニングテーマ「Fantastic Fortune」
  - エンディングテーマ「風の向こうへ…」、「Don't Lose Your Smile」